# Tulumba megye
Tulumba egy megye Argentínában, Córdoba tartományban. A megye székhelye Villa Tulumba.

## Települések
Önkormányzatok és települések (Municipios y comunas)
- Churqui Cañada
- El Rodeo
- Las Arrias
- Lucio V. Mansilla
- Rosario del Saladillo
- San José de La Dormida
- San José de Las Salinas
- San Pedro Norte
- Villa Tulumba